# そよ風のバラード (テリー・ジャックスの曲)
『そよ風のバラード』 (Seasons In The Sun) は、1974年に世界中でヒットしたテリー・ジャックス（Terry Jacks）の楽曲である。

## 概要
原曲はジャック・ブレルが1961年に発表したシャンソン、"Le Moribond"（"The Dying Man"、瀕死の人）。アップテンポのものとバラードと二つのヴァージョンがあるが一般にはバラードヴァージョンが広くカバーされている。この曲はアメリカの詩人歌手、ロッド・マッケン(Rod McKuen)によって英語に意訳され、この翻訳された曲はキングストン・トリオ(The Kingston Trio)のボブ・シェーン(Bob Shane)によってレコーディングされた。しかしセールスは芳しくなかった。同じように、ザ・ビーチ・ボーイズが1970年にポピー・ファミリー(The Poppy Family)のテリー・ジャックス(Terry Jacks)のプロデュースで同曲をレコーディングしたが、2021年のコンピレーション・アルバム『Feel Flows』まで発表されることはなかった。
ザ・ビーチ・ボーイズが当初発売しないことを決めた後、テリー・ジャックスは自らこの曲を歌うことを決意、1973年にレコーディングする。同年12月に発売されたシングルは、テリーの母国カナダはもとより、アメリカのビルボード（Billboard）Hot100では1974年3月2日から3月16日まで3週連続でチャート1位となり、この年の年間チャートでも2位となる大ヒットとなった。全世界での売上は1150万枚または1400万枚以上に達し、しかし日本ではカントリー歌手ボビー・ライト(Bobby Wright)のヴァージョンと競作となり、大ヒットには至らなかった。
また、多くのアーティストがカバーをしている。ナナ・ムスクーリ、レイ・コニフ(Ray Conniff)、ルーベッツ、バッド・レリジョン、トゥーマッチジョイ(Too Much Joy)、ブラック・ボックス・レコーダー(Black Box Recorder)、ニルヴァーナ、ブリンク182がその例で、最近では1999年にウエストライフがカバーをした。